# ホルヘ・エリセール・フリオ
ホルヘ・エリセール・フリオ（Jorge Eliécer Julio、1969年4月4日 - ）は、コロンビアのプロボクサー。マグダレーナ県エル・レテン出身。元WBA・WBO世界バンタム級王者。1988年ソウルオリンピックバンタム級銅メダリスト。

## 来歴

### アマチュア時代
アマチュア時代は特に目立った戦績を残せなかったが、ソウルオリンピックのバンタム級に出場。1回戦を3回TKO勝ちで下すと、2回戦と3回戦と準々決勝をいずれも判定で退けメダルを確定させた。しかし準決勝で今大会銀メダリストのアレクサンダル・フリストフに判定で敗れはしたが銅メダルを獲得した。
銅メダルを置き土産にプロに転向した。

### プロ時代
1989年3月3日、フリオはプロデビューを果たし初回KO勝ちを収め白星でデビューを飾った。
1990年3月16日、ペドロ・サルカドと対戦し4回KO勝ちを収めた。
1990年5月25日、アブラハム・トーレスと対戦し6回TKO勝ちを収めた。
1990年12月15日、ロベルト・スチョニングと対戦し10回TKO勝ちを収めた。
1991年2月15日、ヘスス・フローレスと対戦し5回TKO勝ちを収めた。
1992年2月28日、ルイス・マラーベと対戦し10回判定勝ちを収めた。
1992年10月9日、カルタヘナのプラザ・デ・トロスデ・カルタヘナでWBA世界バンタム級王者エディ・クックと対戦し12回3-0(114-112、116-112、115-112)の判定勝ちを収め王座獲得に成功した。
1993年4月3日、プラザ・デ・トロス・デ・カルタヘナでフランシスコ・アルバレスと対戦し8回TKO勝ちを収め初防衛に成功した。
1993年7月8日、リカルド・バルガスとティフアナのプラザ・デ・トロスで対戦し12回2-0(114-114、117-110、117-111)の判定勝ちを収め2度目の防衛に成功した。
1993年10月23日、アトランティックシティのサンズ・カジノ・ホテルでジュニア・ジョーンズと対戦し初黒星となる12回3-0(109-117、2者が111-116)の判定負けを喫し3度目の防衛に失敗し王座から陥落した。
1994年4月30日、アンヘル・ロサリオと対戦し10回判定勝ちを収めた。
1994年12月3日、ルイス・オヘーダと対戦し10回判定勝ちを収めた。
1996年4月15日、ザ・フォーラムでNABO北米バンタム級王者セルヒオ・ミランと対戦し12回2-0の判定勝ちを収め王座獲得に成功した。
1996年8月26日、アナハイムのアローヘッド・ポンドでマイケル・ガラッティーと対戦し4回2分50秒KO勝ちを収め初防衛に成功した。
1996年9月14日、クアウテモック・ゴメスと対戦し最終10回KO勝ちを収めた。
1997年7月28日、ロビー・リーガンの引退示唆を示したことにより設置されたWBO世界バンタム級暫定王座決定戦でオスカー・マルドナルドと対戦し12回2-1(116-112、115-113、113-115)の判定勝ちを収め暫定ながらWBAに続く王座獲得に成功した。
1998年初頭に、リーガンが王座在位のまま引退を表明したため、正規王座に認定された。
1998年9月19日、アトランタのジョージア・ドームでアドニス・クルスと対戦し12回3-0(116-110、119-110、118-110)の判定勝ちを収め初防衛に成功した。
1999年3月27日、マイアミのジャイ・アライ・フロントンでフリオ・ガンボアと対戦し12回2-1(115-113、115-114、113-115)の判定勝ちを収め苦しみながらも2度目の防衛に成功した。
2000年1月8日、アルバカーキのザ・ピットで元世界2階級制覇王者ジョニー・タピアと対戦し12回0-3(109-118、111-116、108-119)の判定負けを喫し2度目の防衛に失敗し王座から陥落した。
2001年2月10日、サンアントニオのサンセット・ステーションでNABF北米バンタム級王者アダム・バルガスと対戦し12回0-3(2者が111-116、112-115)の判定負けを喫し王座獲得に失敗した。
2002年6月8日、メンフィスのメンフィス・ピラミッドでマイク・タイソンVSレノックス・ルイスの前座でIBF世界スーパーバンタム級王者マニー・パッキャオと対戦し2回に2度ダウンを奪われそのままレフェリーがストップ。キャリア初のKO負けとなる2回1分9秒TKO負けを喫し2階級制覇に失敗した。
2003年5月22日、SBC・センターでイスラエル・バスケスと対戦し10回1分15秒TKO負けを喫した試合を最後に現役を引退した。

## 獲得タイトル
- WBA世界バンタム級王座（防衛2度）
- NABO北米バンタム級王座
- WBO世界バンタム級暫定王座（防衛0度=正規王座に認定）
- WBO世界バンタム級王座（防衛1）